# Agencia de Prensa Polaca

Logo de la agencia.

La Agencia de Prensa Polaca (en polaco: Polska Agencja Prasowa, abreviada PAP) es la agencia nacional de noticias de Polonia.
Fue fundada en 1944 por la Polonia comunista como una alternativa a la existente Agencia Telegráfica Polaca (Polska Agencja Telegraficzna, PAT), la agencia bajo el control del gobierno polaco en el exilio durante la Segunda Guerra Mundial. Institución gubernamental en la era comunista, después de la caída del régimen fue reformada. Entre sus colaboradores más famosos estuvo el periodista Ryszard Kapuściński.